# Байдибек Би
Байдибек Би (каз. Бәйдібек би, до 2014 г. — Маловодное) — село в Енбекшиказахском районе Алматинской области Казахстана. Административный центр и единственный населённый пункт сельского округа Байдибек бия. Код КАТО — 194043100.

## Этимология
Названо в честь Байдибека Карашаулы.

## География
Расположено в 70 км от Алма-Аты. Вытянуто вдоль трассы А-2 в предгорьях хребта Тянь-Шань.
Население: казахи, уйгуры, русские, чеченцы, турки и другие.
Получило печальную известность в прессе в результате межэтнического столкновения между этническими чеченцами и казахами, развернувшегося 17—18 марта 2007 года в селах Казатком и Маловодное.

## История
Село Маловодное основано в 1871 г в урочище Атамкуль. В 1913 году в нём насчитывалось 76 дворов, имелись церковь, церковно-приходская школа, кожевенный завод, 6 мельниц и 15 торговых заведений. Село входило в состав Маловодненской волости Зайцевского участка Верненского уезда Семиреченской области.
В 1980 году присоединено село Евгеньевка.

## Население
В 1999 году население села составляло 7001 человек (3309 мужчин и 3692 женщины). По данным переписи 2009 года в селе проживали 9802 человека (4690 мужчин и 5112 женщин).